# Albanien im Mittelalter

Die Reichsteilung des Römischen Reiches nach dem Tode Kaisers Theodosius I. in „Westrom“ und „Ostrom“ im Jahre 395

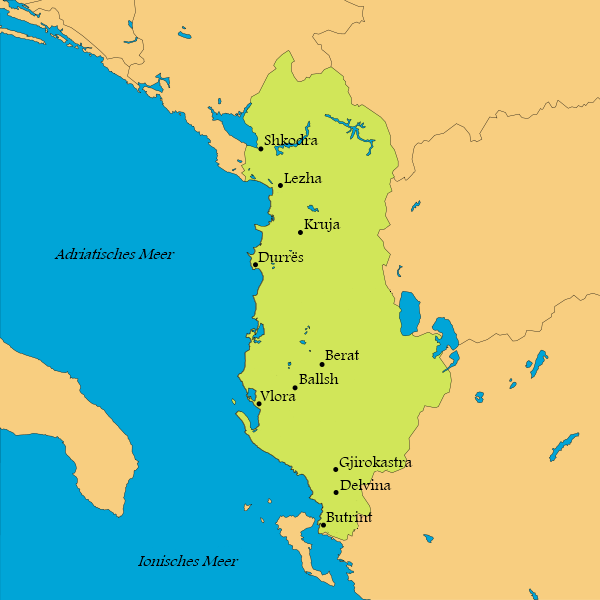
Wichtige Städte und Siedlungen im Mittelalter im heutigen Albanien

Das Mittelalter in Albanien (albanisch Mesjeta e Shqipërisë) war eine Epoche in der Geschichte Albaniens, das in die Zeit zwischen dem 5. und dem 15. Jahrhundert einzuordnen ist.
Als das Imperium Romanum im Jahr 395 in eine Ost- und in eine Westhälfte geteilt wurde, kam das Territorium des heutigen Albaniens zu Byzanz. Danach wechselten die Herrscher immer wieder. Nachdem zunächst Barbaren das Land eroberten, kam es in den frühen 840er Jahren in die Herrschaft des Bulgarischen Reichs. Ende des 12. Jahrhunderts wurde der nördliche Teil Albaniens Teil des mittelalterlichen Königreichs Serbien, dem im 14. Jahrhundert das serbische Zarentum folgte, das ganz Albanien und den größten Teil des Balkans eroberte. Danach wurden für kurze Zeit einige unabhängige Fürstentümer gegründet, die sich am 2. März 1444 in der Liga von Lezha vereinigten. Mit der Zerschlagung von Shkodra, der letzten Festung der Liga, wurde das Bündnis 1479 aufgelöst und in der Folge besetzten die Osmanen Albanien für über 400 Jahre.

## Vorgeschichte
Nachdem die Region des heutigen Albaniens 168 v. Chr. endgültig an die Römer fiel, wurde es im 3. Jahrhundert n. Chr. Teil der Provinz Epirus nova, das wiederum zu Macedonia gehörte. Diese wurden nach der Reichsteilung zu Provinzen des Byzantinischen Reiches, die Thema genannt wurden.
Der byzantinische Historiker Michael Attaleiates erwähnt in seinem Werk Historia (1079 bis 1080) Albanoi als Beteiligte an einer Revolte gegen Konstantinopel im Jahr 1043 und Arbanitai als Bürger des Feldherren vom Thema Dyrrachion (heute Durrës). Es ist umstritten, ob er sich dabei auf die Albaner im ethnischen Sinne bezog. Ansonsten wäre dies die erste schriftliche Erwähnung des albanischen Volks.
Ab dem 13. Jahrhundert findet sich in Quellen die Bezeichnung „Albanenses“ oder „Arbanenses“.

## Zeit der Fremdherrscher

### Barbareneinfälle
In den ersten Jahrzehnten unter byzantinischer Herrschaft (bis 461) litt Epirus nova an Einfällen von Visigoten, Hunnen und Ostgoten. Nicht lange nach diesem „Barbaren-Sturm“ kamen die Slawen, die zunächst nur Raubzüge und Plünderungen unternahmen, sich aber dann auf der gesamten Balkanhalbinsel ansiedelten (siehe hierzu Landnahme der Slawen auf dem Balkan).
Im 4. Jahrhundert wurde das Römische Reich von Raubzügen verschiedener „Barbarenstämme“ heimgesucht. Die germanischen Goten und die asiatischen Hunnen waren ab ca. 350 die ersten Eindringlinge. Die Awaren griffen ab 570 an und die slawischen Serben und Kroaten fielen im frühen 7. Jahrhundert ein. Etwa 50 Jahre später eroberten die Bulgaren den Großteil des Balkans und erweiterten ihr Einflussgebiet bis nach Zentralalbanien. Die Eroberer zerstörten griechische, römische und illyrische Zentren auf dem Gebiet des späteren Albaniens, unter anderem Byllis und die durch den Slawensturm verlassene Amantia. So begann allmählich die Entwicklung der früh-slawischen Kultur auf dem ehemaligen (ost-)römischem Boden des Balkans.

### Bulgarische Herrschaft

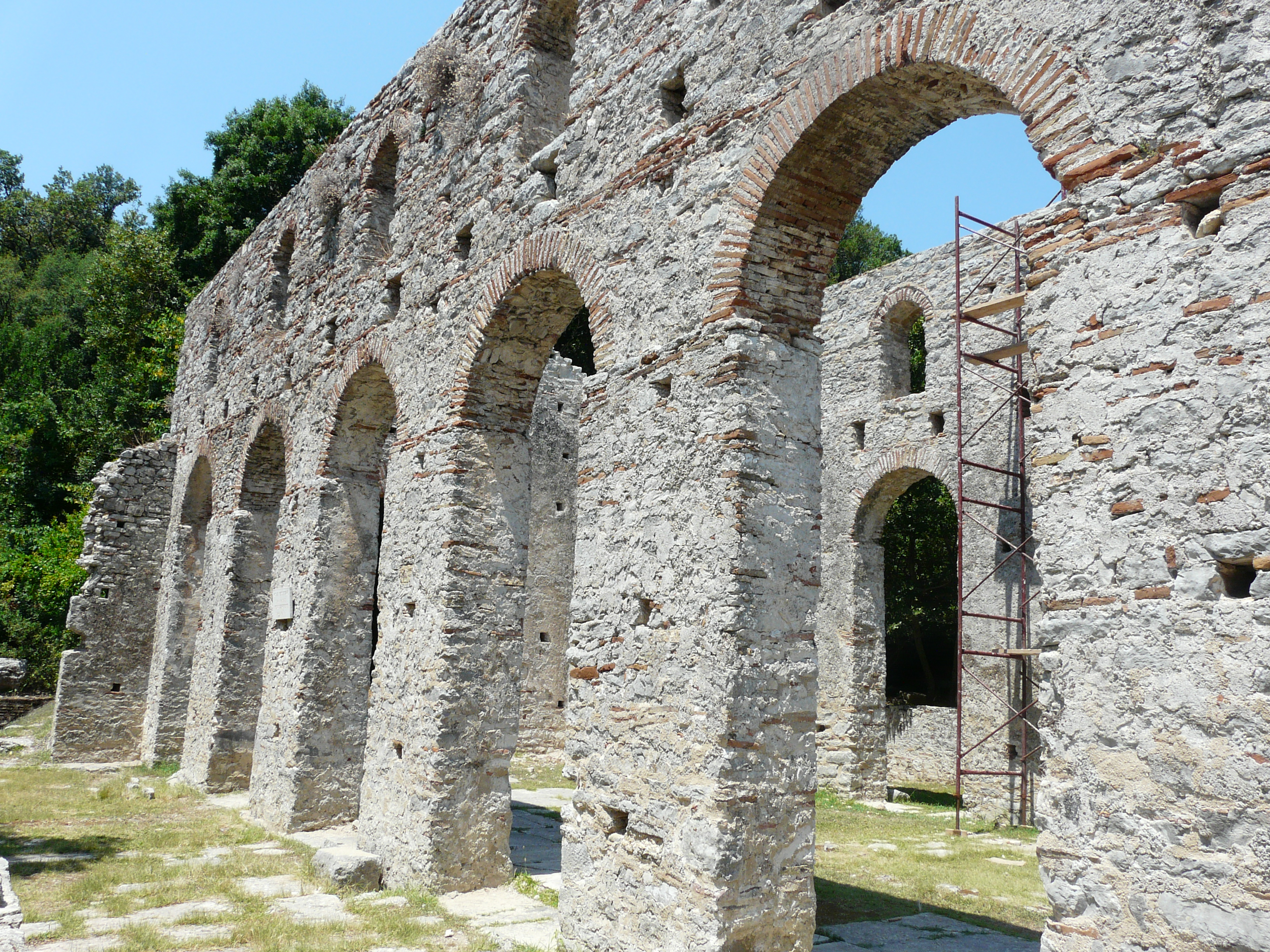
Frühchristlich-byzantinische Basilika in Butrint, Südalbanien

Das Gebiet des heutigen Albaniens wurde während verschiedener Perioden im Mittelalter Teil des Bulgarischen Reichs; einige Regionen im Osten des heutigen Albaniens waren über Jahrhunderte von Bulgaren besiedelt und auch verwaltet worden. Der Großteil Albaniens wurde in den frühen 840er Jahren dem Ersten Bulgarischen Reich unter der Herrschaft von Khan Presian I. angeschlossen. Zu dieser Zeit erfolgten zahlreiche Stadtgründungen durch die Bulgaren, zumeist jedoch erweiterten sie nur eine bestehende Siedlung (zum Beispiel Pogradec am Ohridsee). Die Festungen des inneren Berglandes verblieben lange letzte Hochburgen der Bulgaren, bevor sie von den Byzantinern 1018 und 1019 während des Falls des Ersten Bulgarischen Reichs erobert wurden.
Die längste Zeit in dieser Periode blieben einige Hafenstädte in byzantinischer Hand wie Dyrrachium.
Während dieser Zeit war Albanien ein Zentrum des bulgarischen Widerstandes gegen Konstantinopel (1040 bis 1041):
So unternahm 1040 der bulgarische Feldherr Tihomir in der Region von Durrës einen Aufstand gegen die Steuerlast der byzantinischen Verwaltung. Bald erfasste die Rebellion ganz Albanien und vereinigte sich später mit den Rebellen von Peter Deljan. Nach der Niederlage der Bulgaren im Jahr 1041 übernahmen die Byzantiner wieder die Herrschaft über Albanien. 1072 wurde ein weiterer Aufstand unter Georgi Vojteh (Mitglied der Kawkhanen) von Byzanz niedergeschlagen.

### Serbische und Venezianische Herrschaft
Die Serben konnten Teile des nördlichen und östlichen Albaniens Ende des 12. Jahrhunderts besetzen. Im Jahr 1204, nachdem Kreuzfahrer die byzantinische Hauptstadt plünderten und eroberten, übernahm die Republik Venedig die nominelle Kontrolle über Albanien und Epirus. Auch Durrës kam in deren Besitz. Im gleichen Jahr jedoch konnte ein Prinz der gestürzten byzantinischen Herrscherfamilie, Michael I. Komnenos Dukas Angelos, verschiedene Allianzen mit albanischen Stammesführern schließen und das Despotat Epirus mit der Hauptstadt Ioannina gründen, das neben Nordwestgriechenland auch ganz Albanien umfasste, nur das hohe Bergland im Norden gehörte zu Raszien. Komnenos vertrieb dabei nach und nach die Venezianer aus diesen Gebieten.
Doch innere Machtkämpfe in Konstantinopel, das 1261 zurückerobert wurde, schwächten das Byzantinische Reich zunehmend, so dass das Serbische Reich unter Stefan Dušan (regierte 1331 bis 1355) die stärkste Kraft auf dem Balkan wurde und ganz Albanien eroberte. Die Serben expandierten später sogar weit in den griechischen Süden des Balkan.
1272 eroberte Karl I. von Neapel die Hafenstadt Durrës (lat. Dyrrachium) und gründete ein albanisches Königreich (lat. Regnum Albaniae), das während seiner maximalen Ausdehnung den Hauptteil Albaniens sowie die griechische Insel Korfu umfasste. Dieses Reich war ziemlich kurzlebig; albanische Adelsfamilien aber auch das Serbische Königreich strebten nach dessen Eroberung. Schon 1368 wurde das Reich (es umfasste nur noch Durrës) aufgelöst, als die albanischen Thopia sich in Zentralalbanien behaupten konnten.

## Fürstentum von Arbër/Arbëria

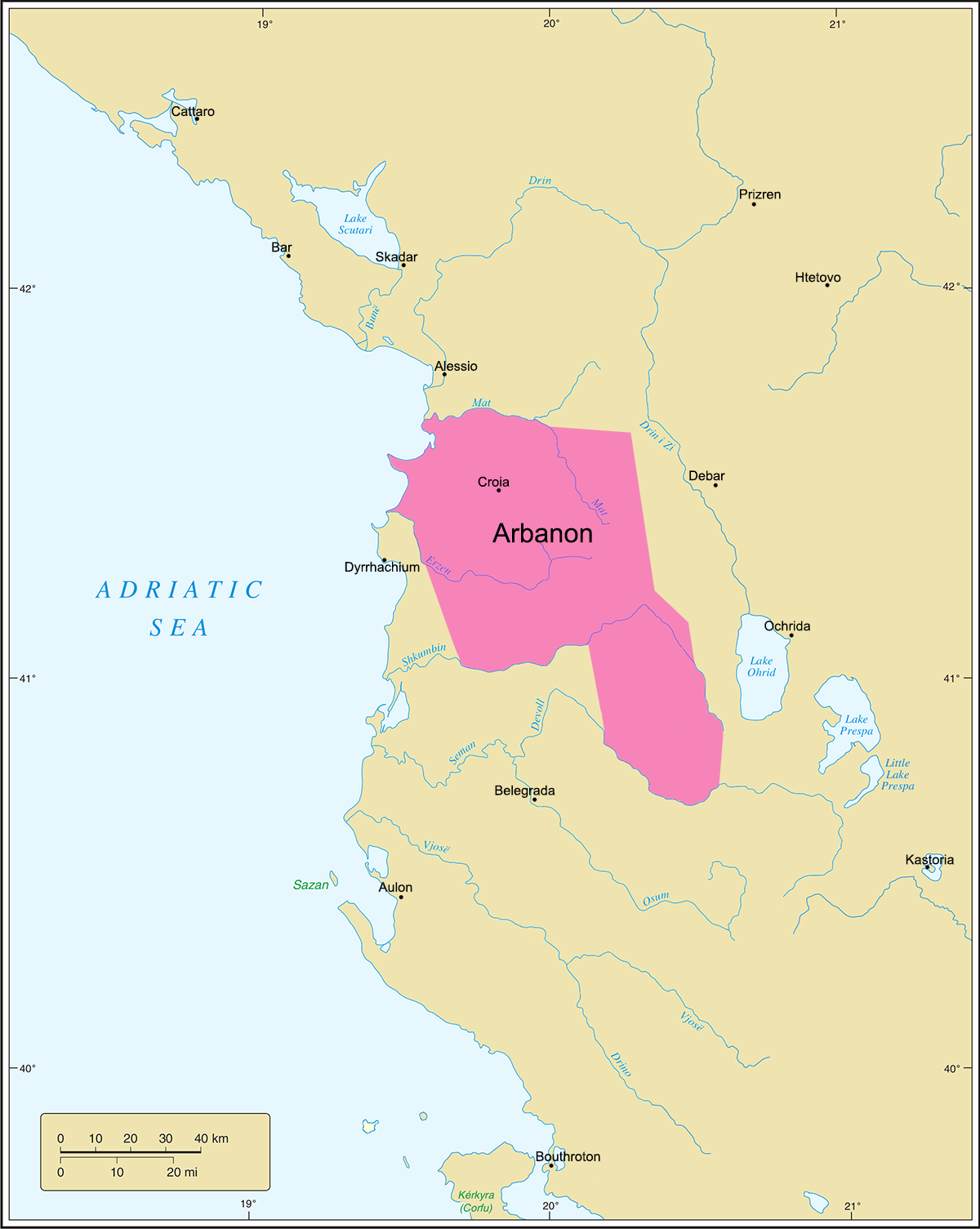
Das Fürstentum von Arbër während seiner Blütezeit unter Dhimitër Progon (1208 bis 1216)

Während der serbischen Fremdherrschaft wurde der erste albanische Staat im Mittelalter gegründet. Das Fürstentum von Arbër (oder von Arbëria) wurde 1190 im Norden von Albanien mit Kruja als Hauptstadt gegründet. Als Gründer dieses Staats werden Progon, später auch Gjin und Dhimitër genannt (beide Söhne von Progon, bildeten alle drei zusammen das Hause Progon). Ndërfandina (Ort in der Mirdita) war dabei das wichtigste Zentrum des Fürstentums. Dafür sprechen verschiedene Funde aus der katholischen Kirche von der Heiligen Maria (alb. Shën Mëri). Nach dem Sturz des Hauses Progon kam das Fürstentum unter der Herrschaft von Gregor Kamona und Gulam von Albanien. Letztendlich wurde dieser Staat nach nur 65 Jahren Bestehen 1255 aufgelöst. Seine Blütezeit erlangte er unter Dhimitër Progon.
Dhimitër Progon war der dritte und letzte Prinz Albaniens aus der Progon-Dynastie. Er regierte zwischen 1208 und 1216 und folgte damit seinem Bruder Gjin Progon und brachte das Fürstentum zu seiner Blüte. Westliche Quellen dieser Zeit bezeichnen ihn als judex (Richter) und princeps arbanorum (Prinz der Albaner), während byzantinische Schriften ihm den Titel megas archon (großer Archon) geben. Er heiratete Komnena, die Tochter des serbischen Prinzen Stefan Nemanja und Enkelin des byzantinischen Kaisers Alexios III. Angelos, und bekam so den Ehrentitel panhypersebast.
Die Heirat zwischen Dhimitër und der Tochter von Nemanja schloss nicht eine drohende serbische Expansion Richtung Albanien aus. Indessen kam 1204 die ernstere Gefahr aus dem venezianischen Herzogtum von Durrës, denn nach dem Vierten Kreuzzug bildeten sich Nachfolgestaaten von Byzanz, die die Wiederherstellung des einstigen Reiches beabsichtigten. Auf der Suche nach Alliierten unterzeichnete Dhimitër 1209 einen Pakt mit der Republik Ragusa und begann Verhandlungen mit Papst Innozenz III. hinsichtlich seiner und der Untertanen Konversion zum Katholizismus. Dies wird als strategischer Schritt Dhimitërs angesehen, um Bindungen mit Westeuropa gegen Venedig zu etablieren.
Dhimitër hatte keinen Sohn, der sein Nachfolger werden konnte. Seine Ehefrau, Komnena, heiratete nach seinem Tod den albanischen Adligen Gregor Kamona, der später seine Nachfolge antrat. Dieser bemerkte den allmählichen Niedergang des Fürstentums und unter seinem Nachfolger Gulam von Albanien hörte der Staat auf zu existieren.

## Regnum Albaniae

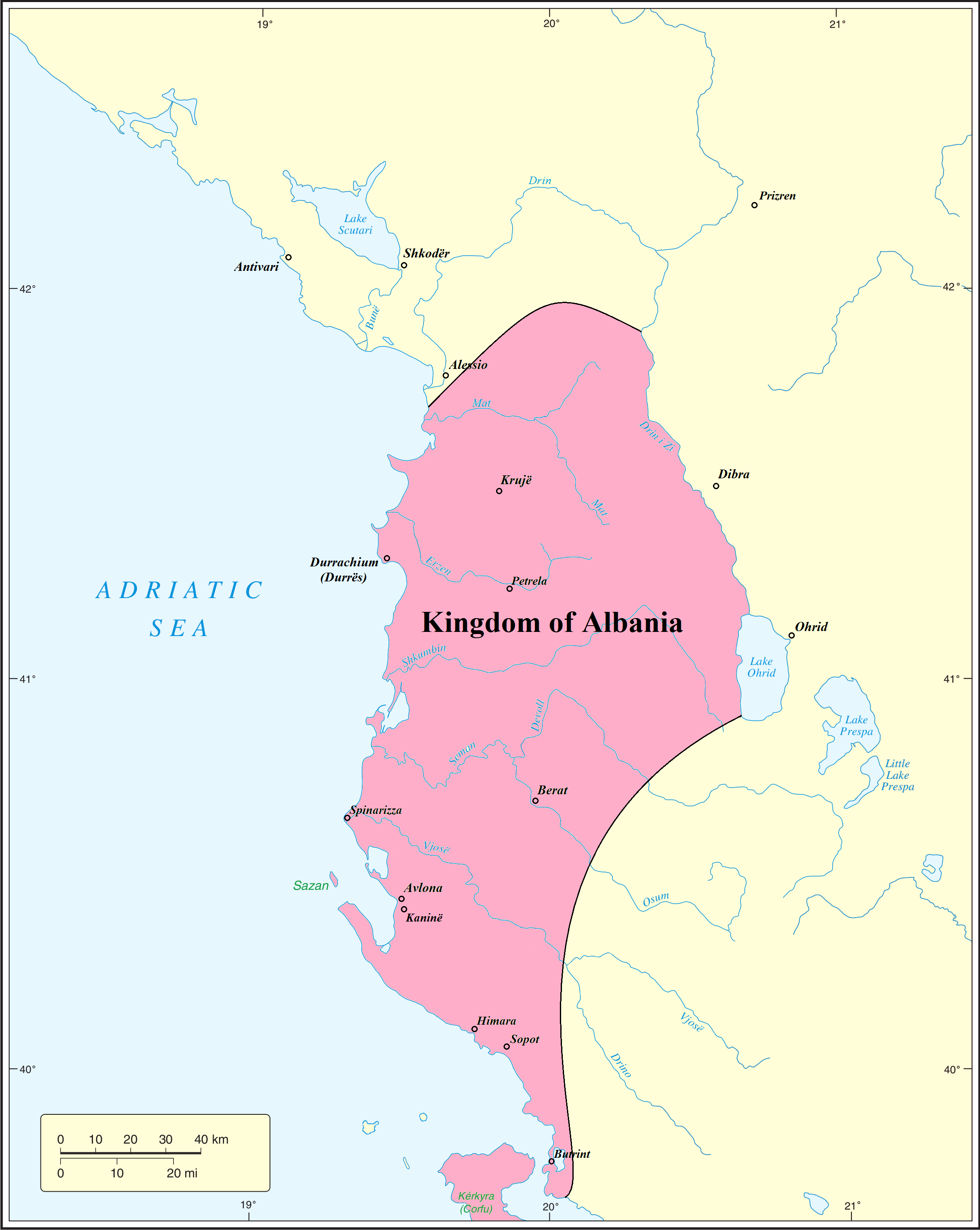
Die maximale Ausdehnung des Königreichs Albanien

Nach der Auflösung des Fürstentums Arbëria 1255 wurde an seiner Stelle und weiteren durch das Despotat Epirus eroberten Gebieten das (Erste) Königreich Albanien (lat. Regnum Albaniae) von Karl I. von Neapel gegründet. Er gab sich im Februar 1272 den Königstitel Albaniens. Das Reich erstreckte sich von Durazzo (italienisch für Durrës) südlich entlang der Küste bis zum Kap Linguetta (bei der Halbinsel Karaburun), mit nicht klaren Grenzen im Landesinneren. Bald darauf folgte eine Gegenoffensive der Byzantiner, welche die Vertreibung des kapetingischen Haus Anjou aus dem Landesinneren 1281 zur Folge hatte. Die Sizilianische Vesper schwächte zusätzlich die Position Karls und allmählich schrumpfte das Reich durch das feindliche Despotat Epirus auf eine kleine Region um Durrës zusammen, bis es 1368 vom albanischen Fürsten Karl Thopia endgültig erobert wurde.

## Albanische Fürstentümer
Das 14. Jahrhundert und der Anfang des 15. Jahrhunderts war die Zeit, in welcher in Albanien unabhängige Fürstentümer unter albanischen Adligen gegründet wurden. Diese Fürstentümer entstanden zwischen dem Fall des serbischen Reiches und der osmanischen Eroberung von Albanien.

### Fürstentümer in Epirus
Im späten Frühling oder Frühsommer 1359 fand zwischen Nikephoros II. Dukas, der letzte Despot von Epirus aus der Familie der Orsini, und albanischen Stammesführern unter der Führung von Peter Losha und Shpata die Schlacht am Acheloos in Ätolien-Akarnanien statt. Der Despot wurde abgesetzt und die Albaner gründeten drei neue Fürstentümer im südlichen Territorium des Despotats. Da eine Vielzahl von albanischen Anführern den erfolgreichen Feldzug des serbischen Zars Stefan Uroš V., vergrößerte er die genannten Fürstentümer und, um sich ihre Treue zu sichern, verlieh er ihnen auch den byzantinischen Titel des Despoten.

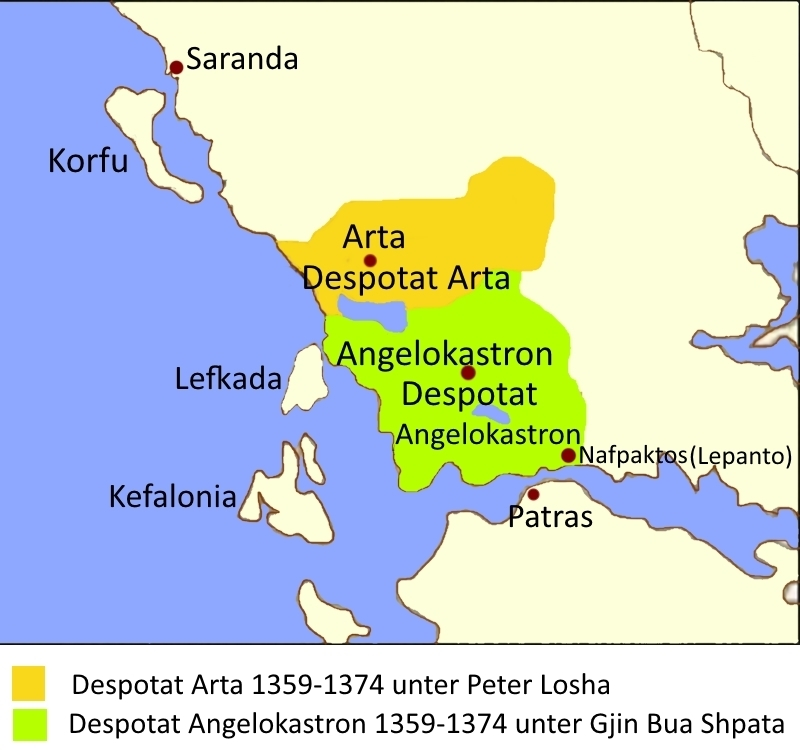

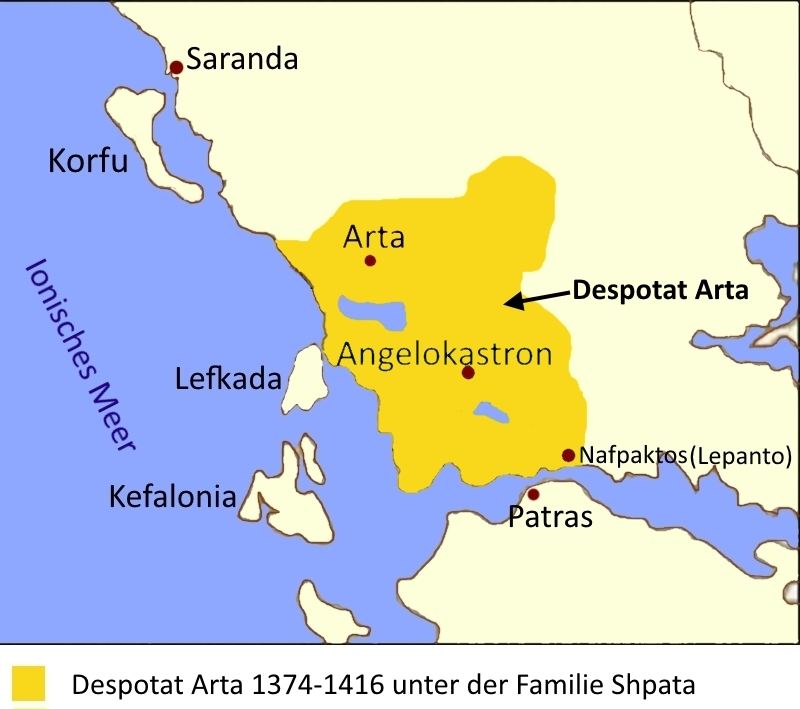

Der nördliche Staat hatte seine Hauptstadt in Arta und wurde vom albanischen Adligen Peter Losha regiert. Das südliche Fürstentum befand sich in Angelokastro (auch Lepanto spielte eine wichtige Rolle, deshalb manchmal auch Despotat von Angelokastro und Lepanto genannt) und wurde von Gjin Bue Shpata regiert.
Beide Fürsten erhielten von den damaligen serbischen Königen Despoten-Titel, weshalb die Staaten auch als Despotate genannt werden. Nach dem Tod von Peter Losha 1374 wurden die albanischen Despotate von Arta und Angelokastro unter der Herrschaft von Gjin Bue Shpata vereinigt. Es dehnte sich vom Golf von Korinth bis zum Fluss Acheron im Norden aus und bestand bis zum Jahr 1416, als es von den Osmanen erobert wurde.

### Fürstentümer in Albanien und Kosovo

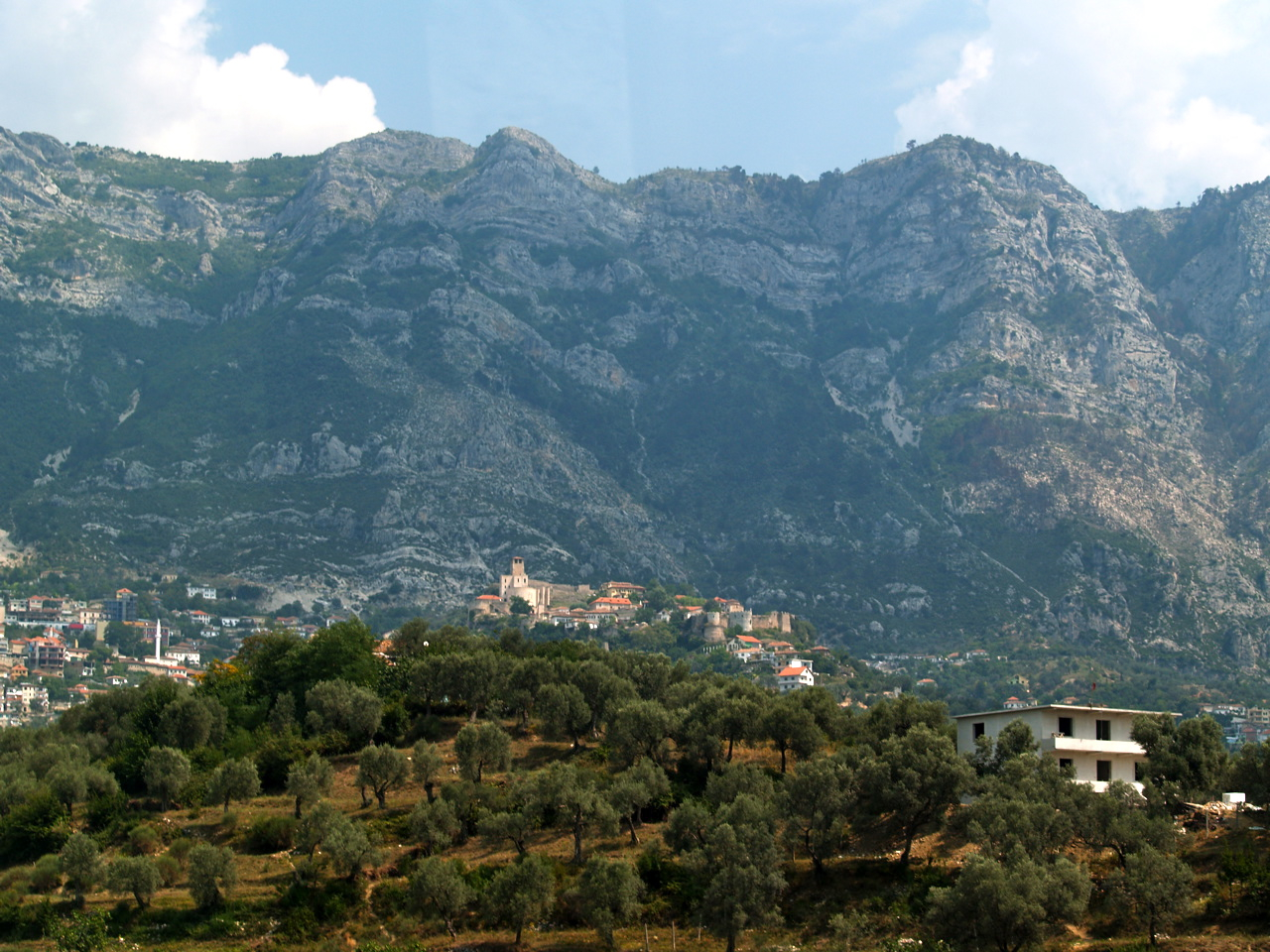
Die Stadtburg von Kruja, hier von der Ferne betrachtet, bildete lange Zeit das mittelalterliche Zentrum Albaniens: von hier aus regierten verschiedene Adelsgeschlechter über ihre Besitzungen.

Von 1335 bis 1432 wurden in diesen Gebieten fünf Fürstentümer gegründet. Das erste von ihnen war das Fürstentum von Berat, das 1335 von den Muzaka errichtet wurde und neben der Stadt Berat auch die fruchtbare Ebene Myzeqe im Westen davon umfasste. Das Fürstentum Albanien, entstanden aus dem Gebiet des (Ersten) Königreichs Albanien (lat. Regnum Albaniae), war das stärkste unter den fünf. Es wurde nach der Auflösung des Regnum Albaniae von Karl Thopia gegründet. Die Herrscher des Fürstentums wechselten immer wieder zwischen den Thopia- und Balsha-Dynastien bis 1392, als es vom Osmanischen Reich erobert wurde.
Ein weiteres wichtiges Fürstentum war das Herrschaftsgebiet der Kastrioten, einer von Gjon Kastrioti I. begründeten Dynastie. Es wurde später von den Osmanen erobert, aber wieder vom heutigen albanischen Nationalhelden Skanderbeg befreit. Zudem war das Fürstentum von Dukagjin, das sich über die Malësia e Madhe bis nach Priština im Kosovo ausdehnte, von großer Bedeutung. Das fünfte Fürstentum war dasjenige der Arianiten, das über Gebiete Zentralalbaniens herrschte.
Historisch bedeutend war für diese Fürstentümer die Schlacht auf dem Amselfeld am 15. Juni 1389, an der einige albanische Fürsten wie Pal Kastrioti und Theodor Muzaka II. teilnahmen. Beide fielen in dieser Schlacht. Die Schlacht auf dem Amselfeld markierte sowohl den Beginn der osmanischen Eroberung auf der Balkanhalbinsel als auch den Anfang einer starken Verteidigung der albanischen Bevölkerung, die erst 100 Jahre später vorübergehend enden sollte.
In dieser Zeit ereignete sich die erste Niederlassung von albanischen Flüchtlingen in Süditalien, deren Nachfahren heute die albanische ethnische Minderheit der Arbëresh bilden. Beweis dieser Anwesenheit ist die Gedenktafel an den albanischen Kommandanten Giacomo Matranga in der Santa Caterina Kirche in Enna.
Als Skanderbeg die mittelalbanische Stadt Kruja von den Osmanen befreite und das Fürstentum der Kastrioten neu organisierte, konnte der Nachfolger von Georg Thopia, Andreas II. Thopia, die Kontrolle über das Fürstentum Albanien gewinnen. Im Jahr 1444 schlossen diverse albanische Fürstentümern und Grafschaften den Bund Liga von Lezha.

## Liga von Lezha

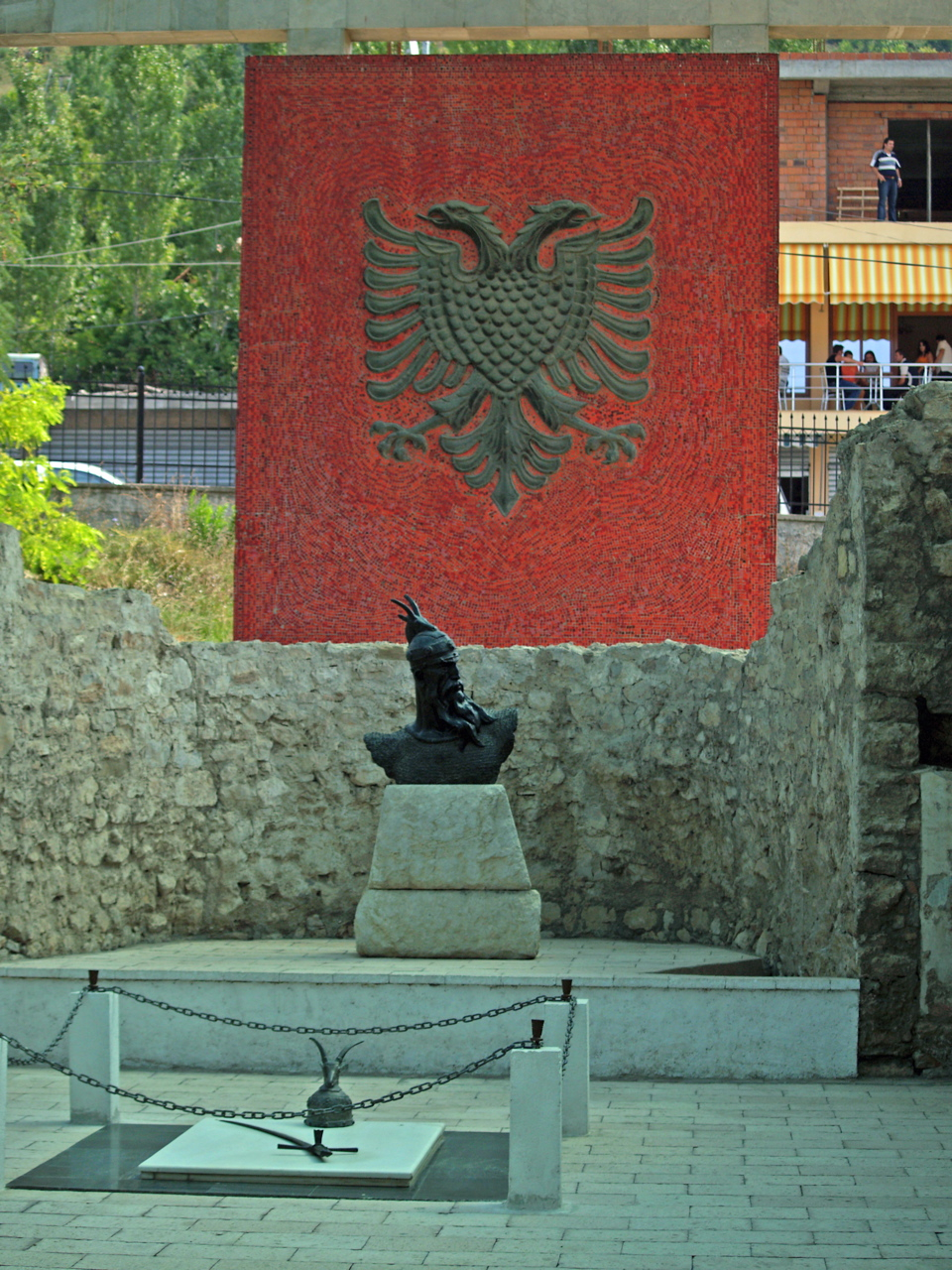
Denkmal zu Ehren Skanderbegs in Lezha, errichtet in den 1970er Jahren

Unter dem ständigen Druck des Osmanischen Reichs vereinigten sich die albanischen Fürstentümer am 2. März 1444 zu einer Konföderation bzw. Eidgenossenschaft. Die Liga von Lezha, benannt nach ihrem Gründungsort Lezha in Nordalbanien, wurde zuerst von Gjergj Kastrioti Skanderbeg und nach dessen Tod von Lekë Dukagjini angeführt. Skanderbeg organisierte ein Treffen albanischer Adliger, darunter die Arianiten, Dukagjiner, Spani, Thopia, Muzaka und freie albanische Fürstentümer des Berglandes, in Lezha, wo die Adligen zustimmten, zusammen gegen den gemeinsamen türkischen Feind zu kämpfen und wählten Skanderbeg zu ihrem Anführer. Die Liga veränderte die Souveränität der einzelnen Länder nicht, sondern fasste sie in ein Verteidigungsbündnis zusammen.
Im Licht der heutigen geopolitischen Wissenschaft repräsentierte die Liga von Lezha einen Versuch, einen Staatenbund zu errichten. Tatsächlich war es jedoch eine Föderation unabhängiger Herrscher, die einer gemeinsamen Außenpolitik nachgingen, um mit einer einheitlichen Armee ihre Unabhängigkeit zu verteidigen. Natürlich erforderte all dies auch ein gemeinsames Budget, um die hohen Militärausgaben zu decken; und so leistete jede Familie ihren Beitrag zum gemeinsamen Fonds der Liga.
Gleichzeitig behielt jeder Clan seinen Besitz und seine Autonomie, um die internen Probleme des eigenen Staats zu lösen. Die Entstehung und das Funktionieren der Liga war der bedeutendste Versuch, einen gesamtalbanischen Widerstand gegen die osmanischen Besatzer zu bilden, und nebenher eine Bestrebung, einen kurzlebigen funktionierenden albanischen Staat zu gründen.
Unter der Führung von Skanderbeg marschierten die albanischen Armeen nach Osten und nahmen strategisch wichtige Städte wie Dibra und Ohrid ein. Für 25 Jahre, zwischen 1443 und 1468, marschierten die 10.000 Mann von Skanderbeg durch das osmanische Territorium und gewannen eine Schlacht nach der anderen gegen die zahlenmäßig überlegenen und schwerer bewaffneten osmanischen Armeen. Osmanische Erfolge in der eigenen Heimat motivierten Ungarn, später auch Neapel und Venedig, die finanzielle Unterstützung von Skanderbegs Armee sicherzustellen.
Am 14. Mai 1450 erstürmte und überwältigte ein riesiges osmanisches Heer die Stadtburg von Kruja. Diese Stadt war besonders für Skanderbeg bedeutend, da er 1438 (noch vor seiner Rück-Konversion zum Christentum) von den Osmanen zum Subaşı (Stadtvogt) von Kruja bestimmt wurde. Laut den Chroniken von Ragusa (auch bekannt als Chroniken von Dubrovnik) dauerte die Belagerung vier Monate lang, dabei verloren Tausende von albanischen Soldaten ihr Leben. Dennoch waren die osmanischen Kräfte unfähig, die Stadt einzunehmen und hatten keine andere Wahl als den Rückzug, noch bevor der Winter einbrach. Im Juni 1466 führte Sultan Mehmed II. (genannt der Eroberer) eine 150.000 Mann starke Armee nach Kruja und massakrierte die albanischen Kräfte. Der Tod von Skanderbeg im Jahr 1468 bedeutet kein Ende des Kampfes um Unabhängigkeit, die Auseinandersetzungen hielten bis 1481 an, als unter Lekë Dukagjini die albanischen Kräfte den weitaus überlegenen Osmanen unterlagen. Für sein legendäres Wirken wurde Skanderbeg in der damaligen Zeit bis nach West- und Nordeuropa berühmt.

## Morgenländisches Schisma
Ab dem Ende des 4. Jahrhunderts war das Christentum die Staats-Religion des Byzantinischen Reichs. Doch obwohl das Land im Einfluss von Byzanz stand, blieben die Christen der Region unter der Gerichtsbarkeit des römischen Papstes bis ins Jahr 732. In diesem Jahr trennte der ikonoklastische byzantinische Herrscher Leo III., verärgert, dass die Erzbischöfe dieser Region Rom beim Byzantinischen Bilderstreit unterstützten, die Kirche des Balkans vom Papst ab und unterstellte sie dem Patriarchen von Konstantinopel. Als sich die christliche Kirche im Jahr 1054 endgültig spaltete (siehe hierzu Morgenländisches Schisma), kam das südliche Albanien zu Konstantinopel während der Norden zu Rom zurückfiel. Diese Teilung markiert die erste bedeutende religiöse Zersplitterung der albanischen Bevölkerung.

## Kultur
Das ausgehende Mittelalter war für die albanische städtische Gesellschaft eine Blütezeit. Der Handel im Ausland prosperierte in einem solchen Ausmaß, dass führende albanische Händler eigene Geschäftsstellen in Venedig, Ragusa (heute Dubrovnik, Kroatien) und Thessaloniki eröffnen konnten. Der Aufschwung der Städte belebte auch die Entwicklung der Bildung und der Künste. Indes war die Albanische Sprache nicht die maßgebliche Sprache in Schulen, Kirchen und Handel. Stattdessen erfuhren Griechisch und Latein eine breite und mächtige Unterstützung von Staat und Kirche und wurden so die Hauptsprachen in Kultur und Literatur.

## Verwaltung
Das neue Verwaltungssystem der Themen trug möglicherweise zum Aufstieg des Feudalismus in Albanien bei, als von ihren Kriegsherren entlassene Bauernsoldaten Besitzer von Grund und Boden wurden. Zu den führenden albanischen Adelsfamilien gehörten die Thopia, Balsha, Shpata, Muzaka, Arianiti, Dukagjini und Kastrioti. Die ersten drei stiegen zu Herrschern von Fürstentümern auf, die praktisch unabhängig von Byzanz waren.